# Phascolion moskalevi
Phascolion moskalevi är en stjärnmaskart som beskrevs av Murina 1964. Phascolion moskalevi ingår i släktet Phascolion och familjen Phascoliidae. Inga underarter finns listade i Catalogue of Life.